# Sandy (eiland)
Sandy ligt samen met Oeno op het Oeno-koraalatol. Het eiland maakt deel uit van de Pitcairneilanden en is net zoals Oeno onbewoond. Het net als de gehele archipel een Brits overzees gebied, teruggaand tot 1902. Het eiland is een zandplaat en wordt slechts door een smalle doorgang gescheiden van Oeno.
Het ligt op 122 km van Pitcairn-eiland.

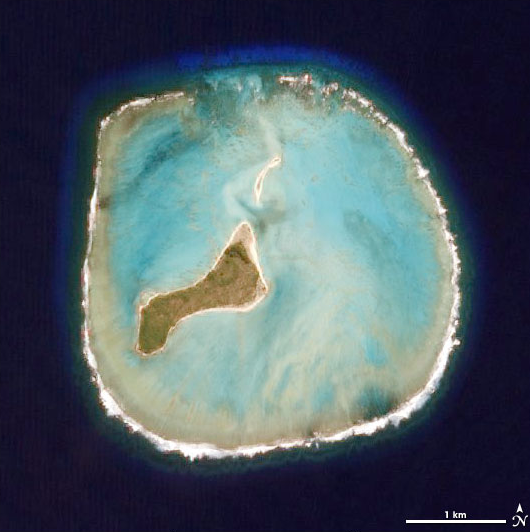
Satellietopname van het Oeno-atol